# Gerold Fuchs
Gerold Fuchs (* 21. Juni 1939; † 26. August 2021 in Bremen) war ein deutscher Politiker (SPD, AfB) und Mitglied der Bremischen Bürgerschaft.

## Biografie

### Familie, Ausbildung, Beruf
Fuchs studierte nach dem Abitur an der Universität Kiel und promovierte 1978 in ökologischer Zoologie in Kiel. Er war danach als Lehrer für Deutsch und Biologie an einem Gymnasium in Bremen tätig. Am Schulzentrum Delmestraße, später Schulzentrum Neustadt, wurde er Schulleiter als Oberstudiendirektor.
Mit seiner Bassstimme war er im Neustädter Shanty Chor Bremen auch eine prägnante Solostimme, der mit dem Chor einige CDs produzierte. Als weiteres Hobby war er als Landschaftsmaler aktiv und er schrieb Gedichte.
Er war verheiratet, hatte Kinder und wohnte im Ortsteil Bremen-Grolland. 

### Politik
Fuchs war seit 1970 Mitglied der SPD im Ortsverein Kiel-Ellerbek/Wellingdorf. Er war in den 1980er Jahren Mitglied des Beirats Huchting.
1995 trat er in die AFB ein, eine Wählergemeinschaft unzufriedener, zumeist ehemaliger SPD-Mitglieder des konservativen Parteiflügels unter Führung von Sparkassendirektor Friedrich Rebers. Fuchs kandidierte 1995 auf der Landesliste für die Bürgerschaft. Bei der Bürgerschaftswahl in Bremen 1995 erzielte die AFB 10,7 % und zog mit 12 Abgeordneten in die Bürgerschaft ein. Von Januar 1998 bis Juli 1999 war er als Nachrücker für den Kaufmann Lutz H. Peper Mitglied der Bürgerschaft. Er war Mitglied in der Deputation für Bildung.

### Weitere Mitgliedschaften
- Fuchs war 1976 Gründungsmitglied des Vereins Bürgerpark links der Weser, ab 1978 Verein Park links der Weser. Von 1979 bis 1999 war er Vorsitzender des Vereins. In seiner Zeit fand mit der Verlegung der Ochtum der Aufbau des 239 Hektar großen Landschaftsparks statt.
- Neustädter Shanty Chor Bremen: 1985 Gründungsmitglied, ab 1993 20 Jahre lang Chorleiter und Vorsitzender, dann Ehrenmitglied und bis 2013 aktiv.[2] Er veröffentlichte mit dem Chor zehn CDs.

## Werke
- Im Ohr den Vogelgesang: Hundert Gedichte. Druck Werkstatt Bremen, Bremen 1988.
- Fährt ein weißes Schiff nach Hongkong – Unter fremden Sternen mit dem Neustädter Shanty Chor
- Dr. Gerold Fuchs, Dieter Herries & Neustädter Shanty-Chor Bremen